# Canton de Champagnac-de-Belair
Le canton de Champagnac-de-Belair est une ancienne division administrative française située dans le département de la Dordogne, en région Aquitaine.

## Historique
- Le canton de Champagnac, devenu canton de Champagnac-de-Bel-Air puis canton de Champagnac-de-Belair, est l'un des cantons de la Dordogne créés en 1790, en même temps que les autres cantons français. Il a d'abord été rattaché au district de Nontron avant de faire partie de l'arrondissement de Nontron[1].

- De 1833 à 1848, les cantons de Champagnac et de Mareuil avaient le même conseiller général. Le nombre de conseillers généraux était limité à 30 par département.

### Redécoupage cantonal de 2014-2015
Par décret du 21 février 2014, le nombre de cantons du département est divisé par deux, avec mise en application aux élections départementales de mars 2015. Le canton de Champagnac-de-Belair est supprimé à cette occasion. Ses neuf communes sont alors rattachées au canton de Brantôme renommé canton de Brantôme en Périgord en 2020.

## Géographie
Ce canton était organisé autour de Champagnac-de-Belair dans l'arrondissement de Nontron. Son altitude variait de 100 m (La Gonterie-Boulouneix) à 240 m (Villars) pour une altitude moyenne de 166 m.
Il avait la particularité d'être séparé en deux parties disjointes, la commune de La Gonterie-Boulouneix étant séparée des autres communes du canton par les communes de Saint-Crépin-de-Richemont (canton de Mareuil) et de Brantôme (canton de Brantôme).

## Représentation

### Conseillers généraux de 1833 à 2015
Avant 1833, les conseillers généraux étaient désignés, et ne représentaient pas un canton déterminé.
| Période | Période      | Identité                                   | Étiquette            | Qualité |
| ------- | ------------ | ------------------------------------------ | -------------------- | --- |
| 1833    | 1842         | Jean Bertrand du Reclus                    |                      | Propriétaire à Mareuil |
| 1842    | 1848         | Thibault Ferdinand de Galard de Béarn      |                      | Propriétaire du château de Bellevue, à Puyrenier |
| 1848    | 1877         | Pierre Rey                                 | Républicain          | Propriétaire, notaire, maire de Villars |
| 1877    | 1901         | Jean-Baptiste Ernest Debets de Lacrousille | Droite révisionniste | Avocat à Périgueux |
| 1901    | 1907         | Marquis Thibaud Léon Amédée de La Garde    | Droite               | Propriétaire - Maire de Sceau-Saint-Angel, conseiller d'arrondissement |
| 1907    | 1913 (décès) | Louis Grandcoing                           | Rad.                 | Propriétaire - Maire de Condat-sur-Trincou, conseiller d'arrondissement |
| 1913    | 1925         | Guillaume Lapierre                         | RG                   | Notaire - Maire de Villars (1912-1919) Conseiller d'arrondissement |
| 1925    | 1940         | Georges Bonnet                             | Rad.                 | Avocat à la Cour d'appel, conseiller d'arrondissement Député (1924-1940) Ministre (1925 à 1940) Nommé conseiller départemental en 1943                                         |
|         |              |                                            |                      | |
| 1945    | 1951         | Charles Serre                              | apparenté PCF        | Directeur de journal Député MRP d'Oran (1946-1951) |
| 1951    | 1964         | Georges Bonnet                             | Rad.-RGR             | Député (1956-1968) Maire de Brantôme (1955-1965) Élu en 1964 dans le canton de Périgueux                                                                                       |
| 1964    | 1988         | Alain Paul Bonnet (fils du précédent)      | Rad. puis MRG        | Avocat à la Cour d'appel de Paris Suppléant du député Georges Bonnet (1962-1968) Député (1973-1993) Maire de Brantôme (1965-1989 et 1995-2001) Conseiller régional (1973-1986) |
| 1988    | 1994         | Gérard Vignaud                             | RPR                  | Notaire à Champagnac-de-Belair |
| 1994    | 2001         | Patrick Pécaud                             | PS                   | Ambulancier Maire de Villars (1991-1995) |
| 2001    | 2015         | Christian Mazière                          | DVD                  | Cadre technique retraité Maire de La Chapelle-Faucher (2001-2020) |

### Conseillers d'arrondissement (de 1833 à 1940)
| Période                                  | Période | Identité                                                | Étiquette          | Qualité |
| ---------------------------------------- | ------- | ------------------------------------------------------- | ------------------ | --- |
| Les données manquantes sont à compléter. |         |                                                         |                    | |
| 1833                                     | 1839    | Nicolas Delage                                          |                    | Juge de paix, propriétaire à Villars                                                                        |
| 1839                                     | 1848    | Guy Lapeyronnie                                         |                    | Médecin à Villars, Chef de bataillon de la Garde nationale, Président du comice agricole de Champagnac      |
|                                          |         |                                                         |                    | |
| avant 1855                               | 1861    | M. Rey                                                  |                    | Avocat |
| 1861                                     | 1867    | Joseph de Salleton                                      |                    | Propriétaire à Saint-Michel, Cantillac                                                                      |
| 1867                                     | ?       | M. de Chabans                                           |                    | Propriétaire à La Chapelle-Faucher                                                                          |
| avant 1880                               | 1883    | Paul Lapoulle                                           | Républicain        | Médecin à Villars                                                                                           |
| 1883                                     | 1901    | Marquis Thibaud Léon Amédée de La Garde                 | Droite monarchiste | Propriétaire du château de La Pouyade Maire de Sceau-Saint-Angel                                            |
| 1901                                     | 1904    | Comte Marie Anatole Aymard de Beaupoil de Saint-Aulaire | Droite monarchiste | Conseiller municipal de Villars                                                                             |
| 1904                                     | 1907    | Louis Grandcoing                                        | Républicain        | Propriétaire, maire de Condat-de-Nontron                                                                    |
| 1907                                     | 1913    | Guillaume Lapierre                                      | Radical            | Notaire, maire de Villars                                                                                   |
| 1913                                     | 1925    | Georges Bonnet                                          | Radical            | Commissaire du Gouvernement près le Conseil d'État                                                          |
| 1925                                     | 1928    | Julien Roger                                            |                    | Propriétaire à Condat-de-Nontron                                                                            |
| 1928                                     | 1940    | Léopold Duchassaing                                     | Radical            | Maire de La Chapelle-Faucher                                                                                |
| 1940                                     |         |                                                         |                    | Les conseils d'arrondissement ont été suspendus par la loi du 12 octobre 1940 et n'ont jamais été réactivés |

Sources : "Annuaires et calendriers 1789-1842 " sur le site des archives départementales de la Dordogne. https://archives.dordogne.fr/r/72/fonds-imprimes/annuaires-et-calendriers?arko_default_6076b1c79b335--ficheFocus=

## Composition
Le canton de Champagnac-de-Belair regroupait neuf communes. Il comptait 3 105 habitants (population municipale) au 1er janvier 2012.
| Nom                              | Code Insee | Intercommunalité   | Population (dernière pop. légale) |
| -------------------------------- | ---------- | ------------------ | --------------------------------- |
| Champagnac-de-Belair (chef-lieu) | 24096      | CC Dronne et Belle | 723 (2014)                        |
| Cantillac                        | 24079      | CC Dronne et Belle | 189 (2016)                        |
| La Chapelle-Faucher              | 24107      | CC Dronne et Belle | 419 (2014)                        |
| La Chapelle-Montmoreau           | 24111      | CC Dronne et Belle | 71 (2014)                         |
| Condat-sur-Trincou               | 24129      | CC Dronne et Belle | 461 (2014)                        |
| La Gonterie-Boulouneix           | 24198      | CC Dronne et Belle | 249 (2016)                        |
| Quinsac                          | 24346      | CC Dronne et Belle | 381 (2014)                        |
| Saint-Pancrace                   | 24474      | CC Dronne et Belle | 169 (2014)                        |
| Villars                          | 24582      | CC Dronne et Belle | 478 (2014)                        |

## Démographie
| 1962  | 1968  | 1975  | 1982  | 1990  | 1999  | 2006  | 2011  | 2012  |
| ----- | ----- | ----- | ----- | ----- | ----- | ----- | ----- | ----- |
| 3 299 | 3 200 | 3 095 | 3 044 | 2 983 | 3 054 | 3 115 | 3 081 | 3 105 |